# Middle Men
Pour plus de détails, voir Fiche technique et Distribution.
Middle Men est une comédie dramatique de George Gallo, écrite par Gallo et Andy Weiss, avec Luke Wilson, Giovanni Ribisi, Gabriel Macht et James Caan.
Le film est basé sur la propre expérience du producteur Christopher Mallick.

## Résumé
En 1995, un homme d'affaires à l’esprit droit et étriqué, Jack Harris (Luke Wilson), bâtit la première société de facturation en ligne qui vend exclusivement du divertissement pour adultes. Il se retrouve au milieu d'un tourbillon de stars du porno, d'escrocs, de mafieux russes, d’agents fédéraux et de terroristes internationaux. Pris entre une star du porno et le FBI, Harris apprend que même devenir l'un des plus riches entrepreneurs de sa génération pourrait ne pas suffire pour lui éviter des ennuis.

## Fiche technique
- Titre original : Middle Men
- Réalisation : George Gallo
- Scénario : George Gallo et Andy Weiss
- Chef opérateur : Lukas Ettlin
- Montage : Malcolm Campbell
- Musique : Brian Tyler
- Producteurs : Christopher Mallick, William Sherak, Jason Shuman et Michael Weiss
- Production : Oxymoron Entertainment et Mallick Media
- Société de distribution : Paramount Vantage
- Budget : 20 millions $
- Pays de production :  États-Unis
- Langue : anglais
- Durée : 105 minutes
- Sortie : 
  - France : 17 mai 2009 (Festival de Cannes)
  - États-Unis : 6 août 2010

## Distribution
- Luke Wilson (VF : Philippe Valmont) : Jack Harris
- Giovanni Ribisi (VF : Alexis Victor) : Wayne Beering
- Gabriel Macht (VF : Damien Boisseau) : Buck Dolby
- James Caan (VF : Georges Claisse) : Jerry Haggerty
- Laura Ramsey (VF : Barbara Beretta) : Audrey Dawn
- Jacinda Barrett (VF : Chloé Berthier) : Diana Harris
- Kelsey Grammer (VF : Gerard Rinaldi) : le procureur Frank Griffin
- Terry Crews (VF : Thierry Desroses) : James
- Kevin Pollak (VF : Jacques Bouanich) : Curt Allmans
- Robert Forster (VF : Pierre Dourlens) : Louie La La
- Rade Šerbedžija (VF : Féodor Atkine) : Nikita Sokoloff
- John Ashton (VF : Patrick Béthune) : Morgan
- Jesse Jane : elle-même

 Source et légende : version française (VF) sur RS Doublage

## Bande originale
1. Who Do You Love – George Thorogood
2. You Make My Dreams – Hall & Oates
3. Honey – Moby
4. Sympathy for the Devil – The Rolling Stones
5. How Bizarre – OMC
6. Oye Como Va – Tito Puente
7. Buona Sera – Louis Prima
8. Sweet Dreams – Patsy Cline
9. Everybody Wants to Rule The World – Tears for Fears
10. Freeze Frame – J. Geils Band
11. Body Rock – Moby
12. You Can’t Always Get What You Want – The Rolling Stones
13. The Way You Move – OutKast (featuring Sleepy Brown)
14. California Love (Remix) – 2Pac (featuring Dr. Dre & Roger Troutman)
15. 24-7 – Brian Tyler
16. Middle Men Suite – Brian Tyler
17. Hypnotize - The Notorious B.I.G.
18. Tubthumping - Chumbawamba